# Gustav Svensson (Fußballspieler)
Karl Gustav Johan Svensson (* 7. Februar 1987 in Göteborg) ist ein schwedischer Fußballspieler, der beim schwedischen Erstligisten IFK Göteborg unter Vertrag steht. Der Defensivspieler, der 2009 in der schwedischen Nationalmannschaft debütierte, gewann mit IFK Göteborg den schwedischen Meistertitel und den Landespokal. Im Lauf seiner Karriere stand er auch in der Türkei, der Ukraine sowie in China unter Vertrag. Er spielt hauptsächlich im zentralen defensiven Mittelfeld, kann jedoch auch in der Abwehr eingesetzt werden.

## Werdegang

### Karrierestart in Schweden
Svensson spielte in der Jugend bei Azalea BK. 2001 wechselte er zu IFK Göteborg in die Jugendabteilung. Während der Spielzeit 2006 rückte er in den Profikader auf und kam im Saisonverlauf zu fünf Spieleinsätzen. In der folgenden Spielzeit konnte er sich im Kader etablieren und trug in 22 Spielen zum Gewinn des Lennart-Johansson-Pokals als schwedischer Landesmeister bei. Parallel spielte er sich in die schwedische U-21-Auswahl, in der er im März 2007 bei der 1:2-Niederlage gegen die maltesische U-21-Nationalmannschaft an der Seite von Tom Siwe, Marcus Falk-Olander und Jesper Westerberg in der Abwehrkette debütierte.
In den folgenden Spielzeiten etablierte Svensson sich in der Defensive sowohl bei seinem Verein als auch der Juniorennationalmannschaft, wobei er allmählich ins defensive Mittelfeld rückte. Im Herbst 2008 zog er mit der Vereinself ins Pokalfinale gegen Meister Kalmar FF ein. Dort saß er zunächst nur auf der Ersatzbank, das Trainerduo Stefan Rehn und Jonas Olsson wechselte ihn in der 62. Spielminute für Thomas Olsson ein. Im Entscheidung bringenden Elfmeterschießen musste er nicht antreten, nachdem Torhüter Kim Christensen den Elfmeter von Marcus Lindberg parierte und somit IFK Göteborg zum Pokalsieger machte.
Zu Beginn des Jahres 2009 erhielt Svensson seine erste Nominierung für die schwedische Nationalmannschaft. Anlässlich einer Nordamerikatour der Landesauswahl setzte Nationaltrainer Lars Lagerbäck den Defensivspezialisten bei der 2:3-Niederlage gegen die US-Nationalmannschaft durch Tore von Daniel Nannskog und Mikael Dahlberg bei drei Gegentoren von Sacha Klještan am 24. Januar des Jahres im Mittelfeld ein, vier Tage später konnte er bei einem Kurzeinsatz in den letzten Spielminuten beim 1:0-Erfolg über Mexiko nach einem Treffer von Alexander Farnerud seinen ersten Sieg im Nationaljersey feiern. In der anschließenden Erstligasaison in Schweden konnte er seine Form bestätigen und trug als Stammspieler in allen zwölf Spielen bis zur Sommerpause zum Erreichen des ersten Tabellenranges bei. Ende Mai beriefen ihn die Betreuer der schwedischen U-21-Auswahl Tommy Söderberg und Jörgen Lennartsson an der Seite seiner Vereinskameraden Mattias Bjärsmyr, Robin Söder und Pontus Wernbloom in den Kader für die U-21-Europameisterschaftsendrunde im Sommer im eigenen Land. Im Turnierverlauf bestritt er an der Seite von Ola Toivonen, Mikael Lustig und Rasmus Elm alle vier Spiele, bis die Mannschaft im Halbfinale an der englischen U-21-Auswahl im Elfmeterschießen scheiterte.
Als Stammspieler lief Svensson für den Klub in beiden Partien in der Qualifikation zur Europa League 2009/10 auf, die Mannschaft scheiterte jedoch am israelischen Vertreter Hapoel Tel Aviv. Bis zum Saisonende trug er in 29 Spielen zur Vizemeisterschaft hinter AIK bei und erreichte mit der Mannschaft das Pokalfinale. An der Seite von Jakob Johansson im defensiven Mittelfeld aufgestellt, verpasste er nach Toren von Mauro Iván Óbolo und Antônio Flávio durch eine 0:2-Niederlage gegen AIK die Titelverteidigung. Auch zu Beginn der folgenden Serie hielt er als Stammspieler den Klub im vorderen Ligabereich der Allsvenskan.

### Wechsel ins Ausland
Kurz vor Ende der Transferperiode verließ Svensson am 31. August 2010 Schweden und heuerte beim amtierenden türkischen Meister und Champions-League-Teilnehmer Bursaspor an. Erst im Herbst etablierte er sich im Kader und stand sowohl in der Süper Lig als auch der UEFA Champions League regelmäßig im Kader. Dennoch kam er kaum zum Einsatz – innerhalb von zwei Jahren bestritt er lediglich 28 Ligaspiele, die meisten als Einwechselspieler. In der Spielzeit 2011/12, als der Klub die reguläre Saison als Tabellenachter beendete und über die Play-Off Avrupa ligi Grubu sich für den Europapokal qualifizierte, stand er zeitweise nicht mehr im Kader an einzelnen Spieltagen.
Anfang Juli 2012 verließ Svensson daraufhin die Türkei und wechselte zu Tawrija Simferopol in die ukrainische Premjer-Liha. Am 31. August bestritt er sein erstes Ligaspiel für Tawrija. Von da an gehörte er bis zur Winterpause zum Stammpersonal, kam danach wegen eines Kreuzbandrisses jedoch erst wieder in der folgenden Saison zum Einsatz.

### Rückkehr nach Schweden
Im März 2014 kam es zur Annexion der Krim durch Russland. Als er vom bevorstehenden Einmarsch russischer Truppen erfuhr, floh er zusammen mit seiner Familie und weiteren ausländischen Spielern und kehrte nach Schweden zurück – zunächst mit dem Plan, nach Simferopol zurückkehren zu können. Stattdessen wechselte er schließlich zurück zu IFK Göteborg, wo er ebenfalls Stammspieler war. Er spielte sich auch wieder in den Kreis der Nationalmannschaft und bestritt zwischen Oktober 2015 und Januar 2016 vier Länderspiele. Nach seinem Wechsel nach China wurde er jedoch zunächst nicht mehr nominiert.

### Stationen in China und den USA
2016 erhielt Svensson ein Angebot vom chinesischen Club Guangzhou R&F. Er holte darauf den Rat des schwedischen Trainers Sven-Göran Eriksson ein, der von 2013 bis 2014 Trainer in Guangzhou gewesen war, und nahm daraufhin das Angebot an. Auch in China war Svensson Stammspieler. Bereits nach einer Saison musste er China jedoch wieder verlassen. Schuld daran war eine Regeländerung des chinesischen Verbands, nach der ein Verein pro Spiel nur noch drei Ausländer einsetzen durfte.
Erik Friberg überzeugte Svensson daraufhin von einem Wechsel in die Major League Soccer zum Seattle Sounders FC. Eigentlich als Ersatzspieler vorgesehen, kam er teilweise als Innen- oder rechter Außenverteidiger zum Einsatz, stand jedoch in 30 der 34 Spiele in seiner ersten Saison in der Startelf. Auch aufgrund seiner Vielseitigkeit spielte er eine wichtige Rolle bei den Sounders, mit denen er 2017 bis ins Finale der MLS-Playoffs kam. Im Sommer 2017 kehrte er auch in die Nationalmannschaft zurück. Trainer Janne Andersson berief ihn auch in den Kader für die Fußball-Weltmeisterschaft 2018.
Mit der schwedischen Auswahl erreichte er bei der Europameisterschaft 2021 das Achtelfinale, wo Schweden gegen die Ukraine ausschied.

## Erfolge
IFK Göteborg
- Schwedischer Meister: 2007
- Schwedischer Pokalsieger: 2008, 2015
- Schwedischer Supercupsieger: 2008

Seattle Sounders
- MLS-Cup-Sieger: 2019